# Florian Lohoff
Florian Lohoff (* 23. Oktober 1988 in Gera) ist ein deutscher Gitarrist, Sänger und Musikproduzent, dessen Musikstil weitestgehend dem Genre Blues zugerechnet werden kann. Dennoch sind auf seinen Alben auch Einflüsse von Funk-, Soul- und Rockmusik hörbar.

## Biografie
Seit 1988 lebt Lohoff in Berlin. 2011 gründete der Musiker die Florian Lohoff Band. 2014 erschien Lohoffs erstes Studioalbum Lifetimeshuffle. 2015 erschien das zweite Musikalbum der Florian Lohoff Band Tangled Up In Blue. Im September 2019 erschien sein drittes Studioalbum 'risin' auf dem Label Timezone als CD- und Vinyl-Ausgabe auf dem Musikmarkt.
Im Herbst 2019 und Frühjahr 2020 absolviert der Künstler eine Tournee mit mehr als 20 Konzerten in Deutschland und der Schweiz. Seine Konzerttourneen absolviert er auch häufig in den Niederlanden. Florian Lohoff ist neben seiner Solotätigkeit auch Gitarrist beim amerikanischen Singer/Songwriter und Slide-Gitarristen Billy Goodman.

## Diskografie
- 2014 Lifetimeshuffle
- 2015 Tangled Up In Blue
- 2019 Risin' (Timezone)

## CD Kritiken
„‚Risin‘ ist ein Album voller Leidenschaft und echter Liebe zur Musik geworden und man darf Florian Lohoff nur wünschen viele Musikfans mit seiner Kunst zu erreichen. Verdient hätte er es.“

„Denn wenn es etwas gibt, das man den Jungs auf keinen Fall vorwerfen kann, so ist es Langeweile. Oder gar Eindimensionalität.
Denn da wäre einerseits die Authentizität zu nennen, mit der zu Werke geschritten wird und andererseits die Frische, mit der Florian Lohoff und seine Jungs unprätentiös und ungekünstelt ihre zehn Songs, natürlich alle aus der eigenen Feder, präsentieren.“